# Hapalomys longicaudatus
Hapalomys longicaudatus és una espècie de mamífer rosegador de la família dels múrids. Viu a Malàisia i possiblement s'ha extingit a Myanmar i Tailàndia. El seu hàbitat natural són les selves perennifòlies de plana. Està amenaçada per la destrucció del seu medi. El seu nom específic, longicaudatus, significa ‘cuallarga’ en llatí.